# April Sanders
Pour les articles homonymes, voir Sanders.
April Sanders est une femme politique canadienne de la Colombie-Britannique. Elle est députée provincial libérale de la circonscription britanno-colombienne de Okanagan-Vernon de 1996 à 2001.

## Biographie
Sanders enseigne dans des écoles primaires, secondaire et post-secondaire avant de se lancer dans des études en médecine. Elle se spécialise dans la médecine familiale et sportive. 
Élue en 1996, elle ne se représente pas en 2001.